# Siderit
Siderit, auch unter den bergmännischen Bezeichnungen Eisenkalk, Eisenspat, Spateisenstein, Chalybit und Stahlstein oder unter seiner chemischen Bezeichnung Eisencarbonat bzw. Eisen(II)-carbonat bekannt, ist ein häufig vorkommendes Mineral aus der Mineralklasse der „Carbonate und Nitrate“ (ehemals Carbonate, Nitrate und Borate). Es kristallisiert im trigonalen Kristallsystem mit der chemischen Zusammensetzung Fe[CO3] und entwickelt meist spätige oder derbe Massen bzw. feinkörnig dichte, kugelige und traubenförmige Aggregate, auch Sphärosiderit genannt. Eher selten sind rhomboedrische Kristalle mit bisweilen gekrümmten Flächen anzutreffen.
Siderit hat für gewöhnlich eine blassgelbe bis braune Farbe. Manganreiche Varietäten treten eher in schwarzer Färbung auf. Die Kristalle sind durchsichtig bis durchscheinend und glänzen glas- bis perlmuttartig. Bemerkenswert ist die sehr gute Spaltbarkeit nach den Rhomboederflächen.

## Etymologie und Geschichte
Seinen Namen erhielt das Mineral 1832 durch François Sulpice Beudant, der es bezugnehmend auf seine Zusammensetzung „Siderose“ nannte, nach σίδηρος sideros, dem griechischen Wort für Eisen. Erstmals wissenschaftlich beschrieben wurde Siderit 1845 von Wilhelm Ritter von Haidinger.
Als eines der wichtigsten Eisenerze ist Siderit seit urgeschichtlichen Zeiten bekannt. Mit seiner Verarbeitung begann in diversen Kulturen zu unterschiedlichen Zeitpunkten die Eisenzeit.
Siderit war bereits lange vor der Gründung der International Mineralogical Association (IMA) bekannt und als eigenständige Mineralart anerkannt. Damit hätte Siderit theoretisch den Status eines grandfathered Mineral. Da allerdings beim Siderit verschiedene Synonyme parallel existierten wurde in der 1962 erfolgten Publikation der IMA: Commission on new minerals and mineral names der Name Siderit von einer Mehrheit der Kommission als offizieller bzw. vorrangiger Name empfohlen. Da dies automatisch eine nachträgliche Ankerkennung für den Siderit bedeutete, wird das Mineral seitdem in der „Liste der Minerale und Mineralnamen“ der IMA unter der Summenanerkennung „IMA 1962 s.p.“ (special procedure) geführt.

## Klassifikation
In der veralteten 8. Auflage der Mineralsystematik nach Strunz gehörte der Siderit zur Mineralklasse der „Carbonate, Nitrate und Borate“ und dort zur Abteilung der „Wasserfreien Carbonate ohne fremde Anionen“, wo er zusammen mit Calcit, Gaspéit, Magnesit, Otavit, Rhodochrosit, Smithsonit und Sphärocobaltit sowie im Anhang mit Vaterit die „Calcitgruppe“ mit der System-Nr. Vb/A.02 bildete.
Im zuletzt 2018 überarbeiteten und aktualisierten Lapis-Mineralienverzeichnis nach Stefan Weiß, das sich aus Rücksicht auf private Sammler und institutionelle Sammlungen noch nach dieser alten Form der Systematik von Karl Hugo Strunz richtet, erhielt das Mineral die System- und Mineral-Nr. V/B.02-040. In der „Lapis-Systematik“ entspricht dies ebenfalls der Abteilung „Wasserfreie Carbonate [CO3]2−, ohne fremde Anionen“, wo Siderit zusammen mit Calcit, Gaspéit, Magnesit, Otavit, Rhodochrosit, Smithsonit, Sphärocobaltit und Vaterit die die „Calcitgruppe“ mit der System-Nr. V/B.02 bildet.
Die von der International Mineralogical Association (IMA) zuletzt 2009 aktualisierte 9. Auflage der Strunz’schen Mineralsystematik ordnet den Siderit in die neu definierte Klasse der „Carbonate und Nitrate“ (die Borate bilden hier eine eigene Klasse), dort aber ebenfalls in die Abteilung der „Carbonate ohne zusätzliche Anionen; ohne H2O“ ein. Diese ist allerdings weiter unterteilt nach der Art der beteiligten Kationen, so dass das Mineral entsprechend seiner Zusammensetzung in der Unterabteilung „Erdalkali- (und andere M2+) Carbonate“ zu finden ist, wo es zusammen mit Calcit, Gaspéit, Magnesit, Otavit, Rhodochrosit, Smithsonit und Sphärocobaltit die „Calcitgruppe“ mit der System-Nr. 5.AB.05 bildet.
Die Systematik der Minerale nach Dana ordnet den Siderit wie die veraltete 8. Auflage der Strunz’schen Systematik in die gemeinsame Klasse der „Carbonate, Nitrate und Borate“ und dort in die Abteilung der „Wasserfreien Carbonate“. Hier ist er zusammen mit Calcit, Magnesit, Rhodochrosit, Sphärocobaltit, Smithsonit, Otavit und Gaspéit in der „Calcitgruppe (Trigonal: R-3c)“ mit der System-Nr. 14.01.01 innerhalb der Unterabteilung der „Wasserfreien Carbonate mit einfacher Formel A+CO3“ zu finden.

## Kristallstruktur
Siderit kristallisiert trigonal in der Raumgruppe R3c (Raumgruppen-Nr. 167) mit den Gitterparametern a = 4,69 Å und c = 15,38 Å sowie 6 Formeleinheiten pro Elementarzelle.

## Eigenschaften
Siderit ist in Salzsäure nur nach Erwärmen löslich, wobei er unter Bildung von Kohlenstoffdioxid (CO2) aufschäumt. Er unterscheidet sich dadurch vom Calcit (Kalkspat), der bereits mit kalter verdünnter Salzsäure heftig aufschäumend und CO2 bildend reagiert.

## Modifikationen und Varietäten
Oligonit ist eine manganhaltige und Pistomesit eine magnesiumhaltige Varietät des Siderit.

## Bildung und Fundorte

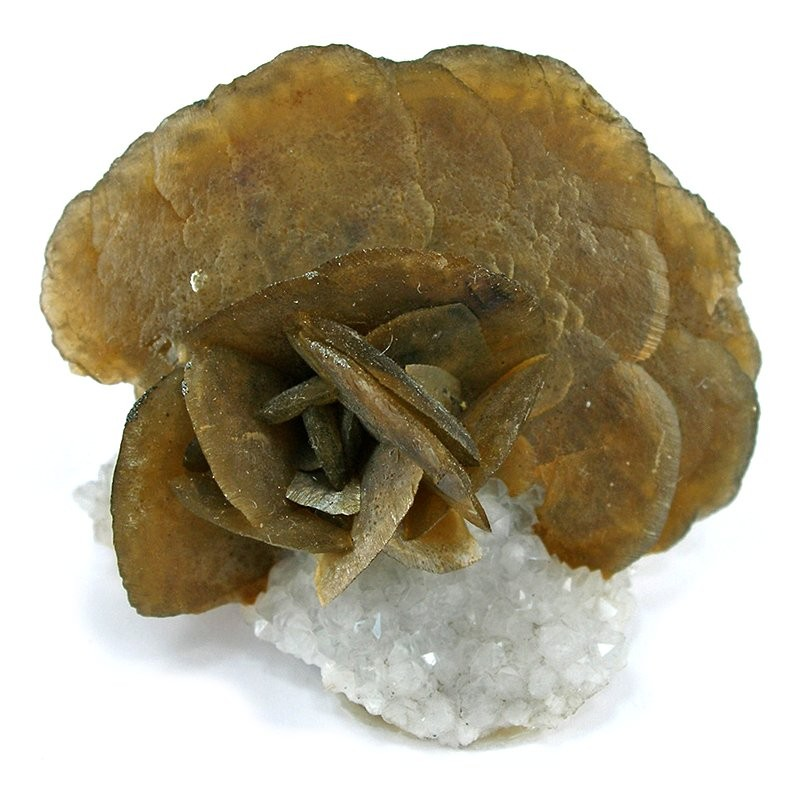
„Siderit-Rose“ auf Quarz aus Redruth, Cornwall, England

Siderit ist in einer Reihe von Gesteinstypen anzutreffen – so bildet er sich diagenetisch in tonigen Sedimenten in Form sogenannter Toneisensteinkonkretionen und metasomatisch in karbonatischen Sedimenten, was bis hin zu abbauwürdigen Vorkommen nach heutigen Maßstäben führen kann. Außerdem ist das Mineral in hydrothermalen Erzgängen anzutreffen, die bei mittleren bis niedrigen Temperaturen gebildet wurden. Darüber hinaus kommt Siderit in verschiedenen metamorphen und magmatischen Gesteinen vor.
Als größtes Sideritvorkommen der Erde gilt der Erzberg in der Steiermark (Österreich) mit etwa 400 Millionen Tonnen abbauwürdiger Erzmenge. Bislang (bis 2010) wurden davon rund 250 Millionen Tonnen abgebaut. Schätzungsweise weitere 150 Millionen Tonnen sollten nach dem derzeitigen Stand der Technik noch abgebaut werden können.
Weitere bedeutende, aber bereits großteils abgebaute Vorkommen von Siderit in Österreich finden sich in Radmer in der Steiermark (Untertagebau 1939 bis 1979 mit zuletzt ca. 450.000 Tonnen jährlich) sowie am Hüttenberger Erzberg in Kärnten (Bergbau von ca. 300 v. Chr. bis 1978, zuletzt ca. 200.000 Tonnen jährlich im Untertagebau, Höchststand 1940 mit 313.000 Tonnen). In Deutschland befinden sich beachtliche Sideritlagerstätten im Siegerland (Westfalen), im Westerwald, im Harz (Neudorf), im Thüringer Wald (Schmalkalden, Kamsdorf) sowie im sächsischen Erzgebirge. An der Saar wurde es in Form von Lebacher Eiern gefördert. 
Große Sideritlagerstätten findet man außerdem in Australien, Böhmen (Tschechien), Bolivien, Minas Gerais (Brasilien), China, Portugal (Panasqueiro), Spanien und England (Tavistock in Devonshire sowie Camborne Redruth in Cornwall). Berühmt sind auch die spektakulär aussehenden spätigen Massen, die in Mont Saint-Hilaire in Québec (Kanada) entdeckt wurden.
Insgesamt sind für Siderit bisher über 7300 Fundorte dokumentiert (Stand 2023), so auch in Gesteinsproben des Mittelatlantischen Rückens und des Chinesischen Meeres (Qiongdongnan-Becken).

## Verwendung

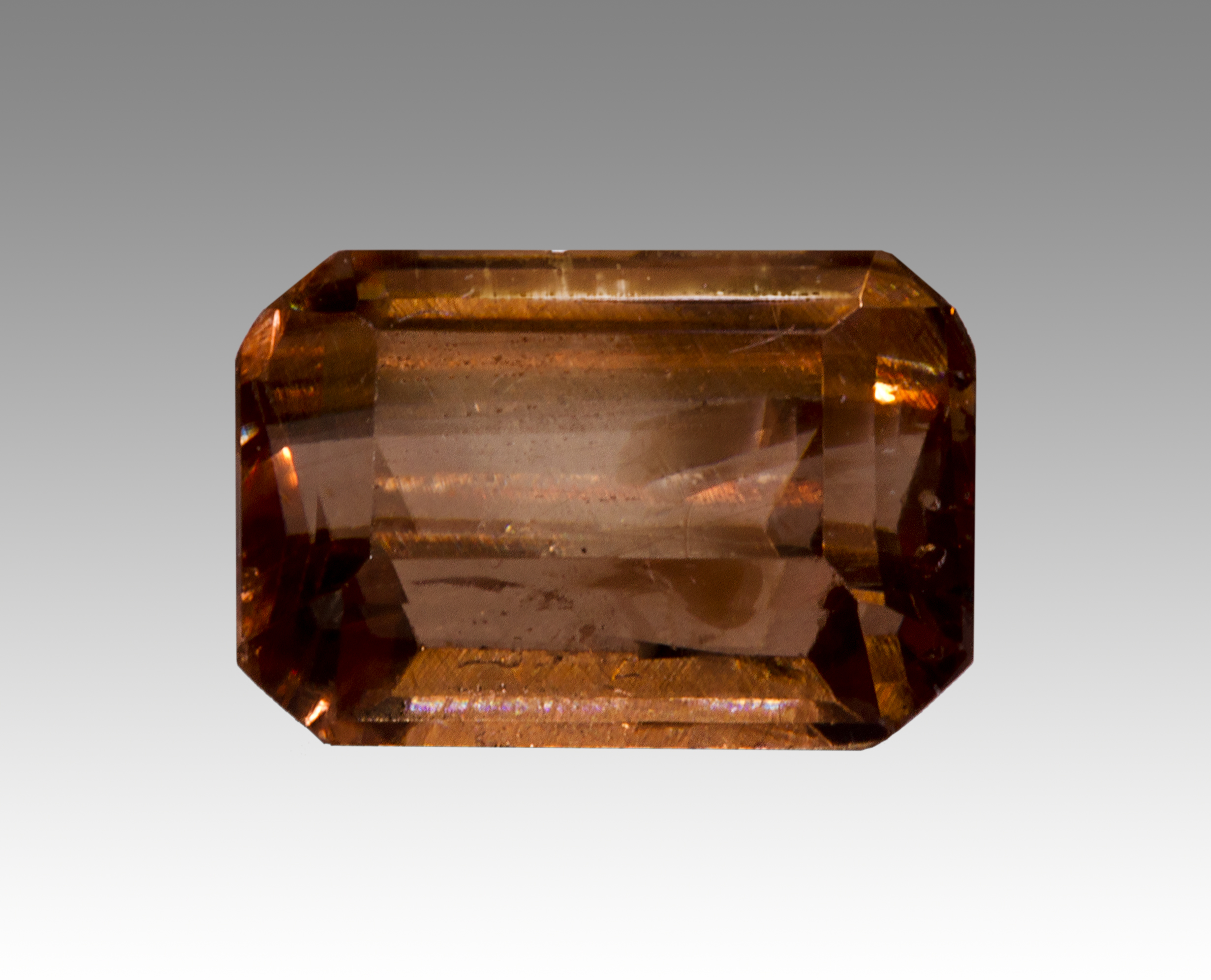
Facettierter Siderit aus der Morro Velho mine, Nova Lima, Minas Gerais, Brasilien

Siderit ist mit nahezu 50 % Eisengehalt und wegen seiner leichten Verhüttung ein wertvolles Eisenerz.
Für die Verwendung als Schmuckstein ist Siderit zu weich und zu empfindlich. Klare und optisch ansprechende Varietäten werden gelegentlich für Sammler in verschiedenen Glatt- oder Facettenschliffen angeboten.